# کونگسبرگ
کونگسبرگ (به لاتین: Kongsberg) یک سکونتگاه در نروژ است که در استان بوسکرود واقع شده است. این شهر در سال ۱۶۲۴ میلادی به نام لاتین کونینگس برگ (Konings Bierg) توسط شاه دانمارک-نروژی کریستین چهارم تأسیس شده است. در سرشماری انجام شده در سال ۱۷۴۹، کونگسبرگ پرجمعیت‌ترین شهر در شرق نروژ شناخته شد.

## خصوصیات
کونگسبرگ ۷۹۲ کیلومتر مربع مساحت و ۲۵٬۰۹۰ نفر جمعیت دارد.

## شهرهای خواهرخوانده
شهرهای اسپو و خاودا خواهرخوانده‌های کونگسبرگ هستند.